# Erik Dahl (arkitekt)
Axel Erik Dahl, född 26 december 1898 på Diö i Stenbrohults församling, Kronobergs län, död 3 september 1983 i Stockholm, var en svensk arkitekt och byggmästare. 

## Liv och verk

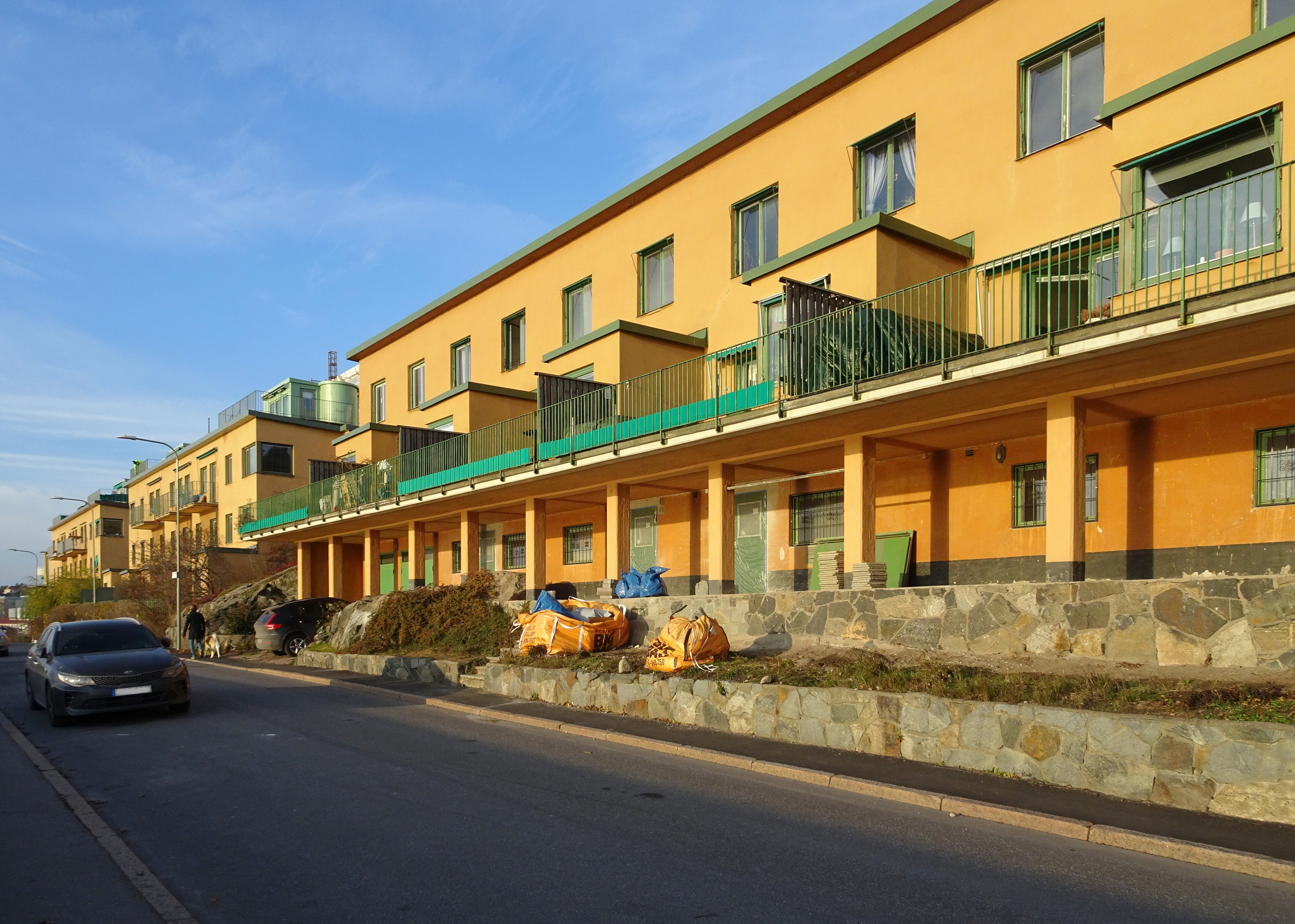
Kvarteret Tomten, Fredhäll, byggmästare Erik Dahl, arkitekt Herbert Kockum.

Han var son till kronolänsman J Axel Dahl och hans maka Sofia Hansen. Efter studentexamen vid Växjö högre allmänna läroverk 1917 studerade han arkitektur vid Kungliga Tekniska högskolan med examen 1922.
Dahl praktiserade hos byggmästare Axel Ohlsson som arbetsledare bland annat vid uppförandet av Stockholms konserthus och Sagaliden på Skansen. Han var innehavare av Byggnadsfirman Erik Dahl AB från 1930 och står därigenom bakom ett stort antal hyreshus och bostadsområden, dels i Stockholms innerstad, dels i stadens ytterområden och i Sigtuna. På Fredhäll (Kungsholmen) var hans firma både byggherre och byggmästare för radhusen i kvarteret Tomten med Herbert Kockum som arkitekt.
Han var styrelseledamot i Stockholms Byggmästareförening 1933-1968 och Barnens Dags förening.